# 1991 RR1
1991 RR1 är en asteroid i huvudbältet som upptäcktes den 7 september 1991 av de båda japanska astronomerna Seiji Ueda och Hiroshi Kaneda i Kushiro.
Asteroiden har en diameter på ungefär 10 kilometer och den tillhör asteroidgruppen Eos.